# Gabriel ’Leke Abegunrin
Mons. Gabriel ’Leke Abegunrin (* 1947, Iwere-Ile) je nigerijský římskokatolický kněz a arcibiskup Ibadanu.

## Život
Narodil se roku 1947 v Iwere-Ile. Vstoupil do Menšího katolické semináře Panny Marie a svatého Kizita v Ede. Poté se dostal do Vyššího semináře svatého Petra a Pavla v Ibadanu. Na kněze byl vysvěcen 21. dubna 1979. Po vysvěcení byl biskupem poslán studovat kanonické právo na Papežskou univerzitou Urbaniana v Římě. Roku 1988 se vrátil zpět do Nigérie a stal se knězem farnosti svatého Ferdinanda v Ogbomoshu a roku 1992 administrátorem katedrály v Osogbu.
Dne 3. března 1995 jej papež Jan Pavel II. ustanovil diecézním biskupem Osogba. Biskupské svěcení přijal 13. května 1995 z rukou arcibiskupa Carla Maria Vigana a spolusvětiteli byli biskup Julius Babatunde Adelakun a biskup Albert Ayinde Fasina.
Dne 29. října 2013 ho papež František jmenoval metropolitním arcibiskupem Ibadanu. Ve stejný den se také stal apoštolským administrátorem diecéze Osogbo.